# Blepharodon bicolor
Blepharodon bicolor är en oleanderväxtart som beskrevs av Joseph Decaisne. Blepharodon bicolor ingår i släktet Blepharodon och familjen oleanderväxter. Inga underarter finns listade i Catalogue of Life.